# Tandanus
Tandanus (Танданус) — рід риб родини вугрехвості соми ряду сомоподібні. Має 3 види. Наукова назва походить від місцевої (австралійської) назви цих риб.

## Опис
Загальна довжина представників роду коливається від 50 до 90 см. Голова велика. Очі помірного розміру. Губи м'ясисті. Є 4 пари вусів. Тулуб сплощений з боків, вугреподібний і стрункий або широкий у хвостовій частині. Спинний плавець високий, з короткою основою, з 1 жорстким променем. Жировий, анальний та хвостовий плавці поєднано між собою. У самців сечостатевий сосочок більше ніж у самиць.
Забарвлення коливається від оливково-зеленого до коричневого, спина більш чорнувата, черево має біле забарвлення.

## Спосіб життя
Це демерсальні риби. Воліють прісних вод. Зустрічаються в річках з повільною течією й озерах, на піщано-кам'янистих ґрунтах. Дорослі особини одинаки, молодь збирається в невеликі групи. Живляться личинками, ракоподібними, молюсками й дрібною рибою.
Самець створює кубло, куди самиця відкладає 10-20 тис. ікринок. Через 7-10 днів з'являються мальки. Ікру й мальків охороняє самець.
Є об'єктом промислового рибальства.

## Розповсюдження
Ендеміки Австралії.

## Види
- Tandanus bostocki
- Tandanus tandanus
- Tandanus tropicanus